# マリッツァ・アンドラーシ

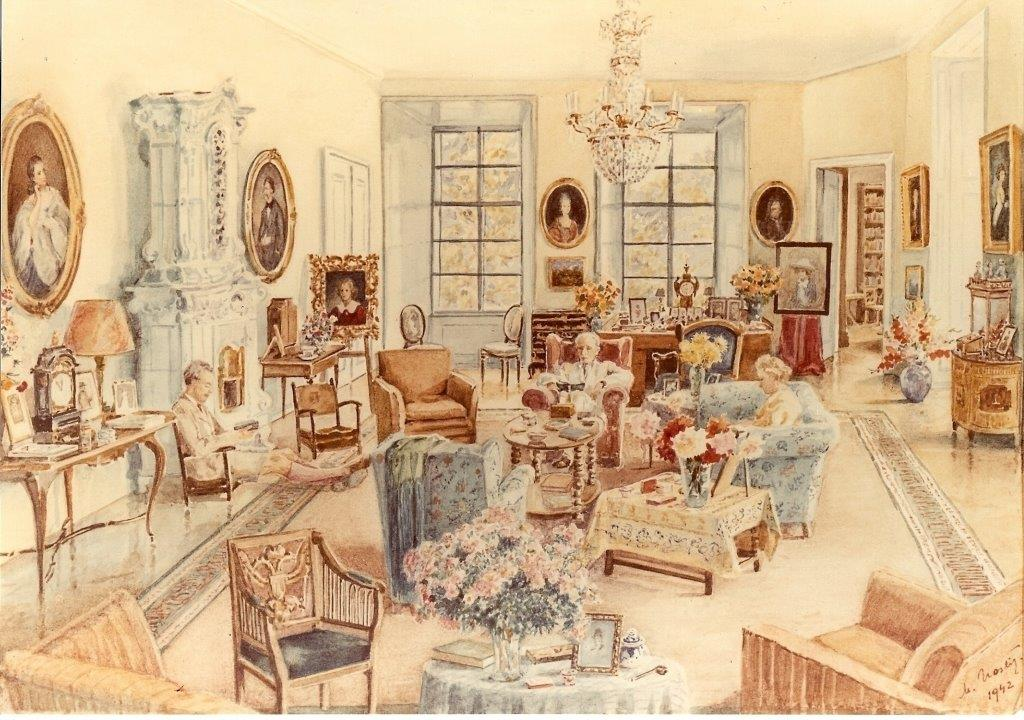
ノイシュロス城の居間でくつろぐマリッツァと夫ヨハネス、次男エマヌエル、1942年

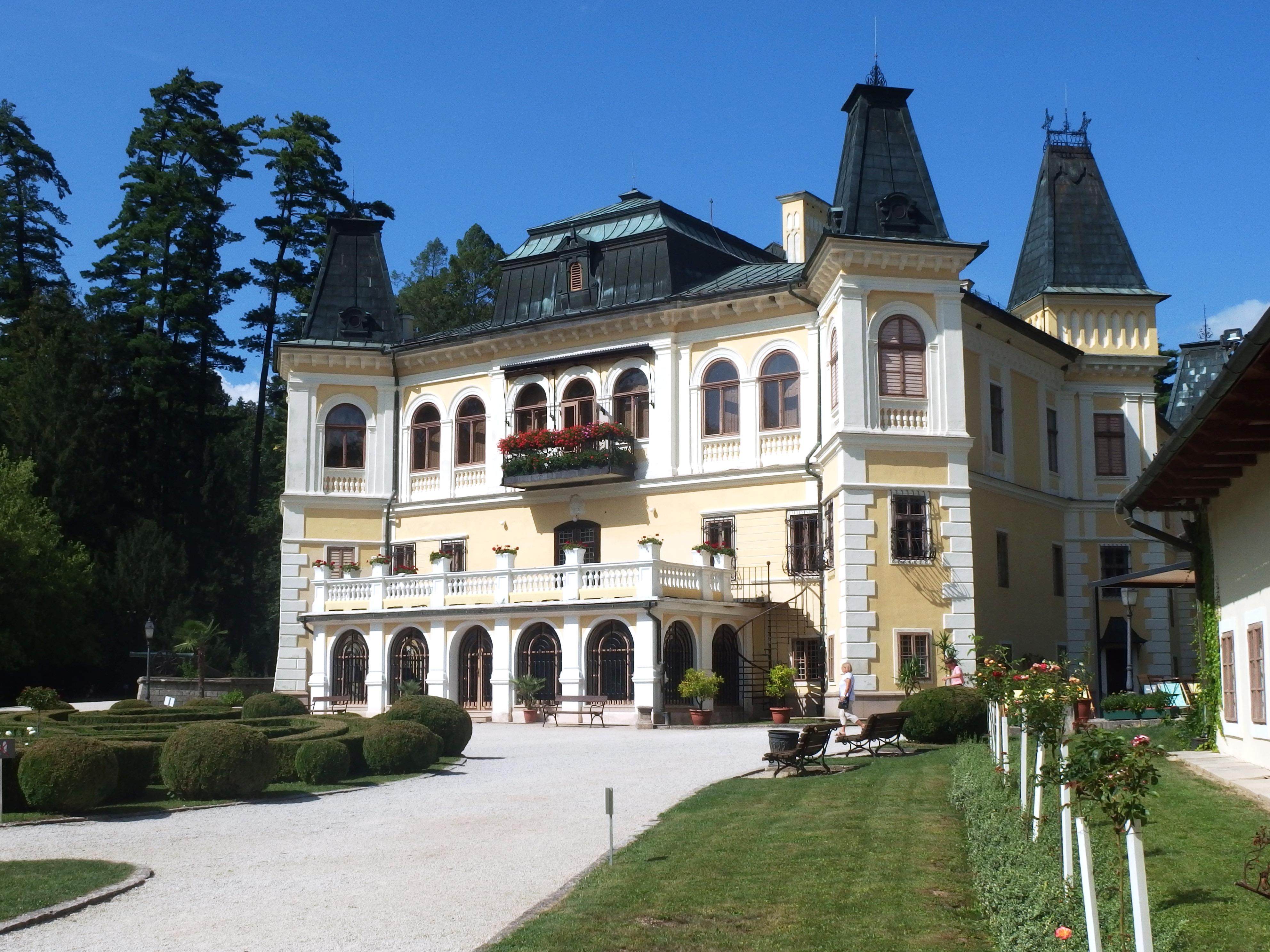
マリッツァが長年居住し、長男と次男を出産したベトレール城

マリッツァ・アンドラーシ（Marizza Andrássy）の呼び名で知られたマーリア・ガブリエーラ・グレーフィン（女伯爵）・アンドラーシ（Gräfin Mária Gabriella Andrássy, 1886年12月7日 ブダペスト - 1961年12月14日 ウィーン）は、ハンガリーの貴族女性で、婚姻に伴いリヒテンシュタイン家の一員となった。

## 生涯
政治家ジュラ・アンドラーシの甥にあたるゲーザ・アンドラーシ伯爵と、ヴァレンシュタインの末裔であるアルブレヒト・フォン・カウニッツ伯爵の次女エレオノーレ・フォン・カウニッツ（1862年 - 1936年）の間の第1子・長女。正式な洗礼名・姓名はマーリア・ガブリエーラ・アルベルティーナ・エマーヌエラ・ヨーゼファ・ヴィクトリア・グレーフィン（女伯爵）・アンドラーシ・フォン・チークセントキラーイ・ウント・クラシュナホルスカ（Mária Gabriella Albertina Emánuella Jozefa Viktória Gräfin Andrássy von Csíkszentkirály und Krasznahorka）。ブダペストと先祖伝来の居城ベトレール城を行き来して育った。1906年5月28日にバーデン・バイ・ウィーンで海軍軍人のヨハネス・フォン・リヒテンシュタイン侯子と婚約、同年9月6日ブダペストの聖母降誕教会で結婚した。マリッツァは結婚に際し、父から北ボヘミアのノイシュロス城を贈与された。当時の新聞報道によれば、結婚当初のマリッツァはハンガリーに対する郷土愛の表れとしてチェトネク・レースを上衣やボディスに好んで付けていた。
夫の次兄アロイス侯子がオーストリア皇帝フランツ・ヨーゼフ1世の姪エリーザベト・アマーリエ大公女を妻とする栄誉に恵まれたおかげで、マリッツァも欧州最高位の王侯貴族サークルの仲間入りをした。当時の人々はハンガリー民族主義派の代表的貴族アンドラーシ家が、民族主義の抑制に腐心する皇帝家ハプスブルク家と縁続きになったことを騒ぎ立てた。マリッツァと夫の新婚旅行先はマリッツァの親族チャーキ＝アンドラーシ家の所有するナジケメンツェの城館だった。夫妻は狩猟への情熱を共有しており、上部ハンガリーに所有する狩猟用城館にしばしば滞在した。マリッツァはハンガリー民族舞踊の後援者として活動し、慈善バザーの組織・開催に熱中した。彼女は欧州の上流社交界で最も魅力的な女性の一人に数えられ、プロイセン王子ハインリヒはマリッツァに心酔して、彼女の住むベトレール城やべーマーヴァルトにアンドラーシ家が所有する狩猟用城館を訪れた。
夫が海軍軍人として出世するとともに、一家はオーストリア＝ハンガリー帝国海軍の基地アドリア海沿岸諸都市、ベトレール城、ブダペスト、イスタンブルを転々とした。ヨハネス侯子は1912年5月3日付でイタリア大使館の海軍駐在武官に任命されたため、一家はローマに転居したが、1915年オーストリアとイタリアの間で戦争が起きると帰国した。第一次世界大戦中、ヨハネスはヴィルトファンク、チェペル、ノヴァーラ各艦の艦長として従軍した。また1918年半ばのヴィラ・ジュスティ休戦協定の交渉担当者ともなった。彼は海軍大佐（戦列艦艦長）の階級で1919年1月1日付で海軍を退役した。大戦後、夫妻は当初ウィーン市内レーヴェルシュトラーセ（Löwelstraße）12番地にあったリヒテンシュタイン家所有の宮殿を住まいとしたが、1924年よりマリア・エンツェンスドルフのリヒテンシュタイン城に居を移した。マリッツァは相変わらずウィーン社交界の人気者であり続けており、第一次大戦後も同市の社交人士向けの新聞『ヴィーナー・サロンブラット』の表紙を2度飾っている。
ヨハネスは1929年に長男に譲る目的でシュタイアーマルク州の東西に広がる家族世襲財産の相続権を放棄し、また1930年代に入るとオーストリア国内の政治情勢が混乱を増したため、夫妻は生活の中心をブダペストに移した。夫妻は同市第8区のセントキラーイ通り32番地（Szentkirályi utca 32/a）の邸宅に居を構えたが、バラトン湖畔に所有していた夏の別荘にもしばしば滞在した。1934年、三男のハンスとスペイン王女マリア・クリスティーナの婚約が発表されると、夫妻は時の人となった。しかしこの婚約は理由は不明だが解消された。マリッツァは1936年、ノイシュロス城の所有者の名義を次男エマヌエル及び三男ハンスに変更した。夫妻と次男エマヌエルは1937年、スペイン内戦中にもかかわらずスペイン国内にいて政治的に困難な状況で暮らしている親族や知人を訪ねた。一行はブルゴス滞在中にフランシスコ・フランコ将軍とも面会している。
第二次世界大戦が始まると、ヨハネスの一族への働きかけのおかげで、一家は中立状態にあったリヒテンシュタイン領内に逃げ込むことがきでた。第二次大戦後、マリッツァがハンガリーやチェコスロヴァキアに所有していた城館や資産は、東欧の共産化に伴いすべて国有化された。そのため夫妻はシュタイアーマルク州西部のホーレンエッグ城に移り、1956年には同城で金婚式を迎えた。その3年後にヨハネス侯子が死去し、マリッツァは残りの余生をウィーンで過ごし、1961年に亡くなった。夫妻の遺骸はファドゥーツにあるリヒテンシュタイン侯家霊廟に葬られた。
マリッツァは1907年に星十字勲章を受章した。また一説によると、エメリッヒ・カールマンのオペレッタ『伯爵令嬢マリツァ』の名は彼女に因むと言われるが、音楽史家の研究において両者の明確なつながりは見つかっていない。

## 子女
- アルフレート・ゲーザ・ヨハン・ディオニス・マリア・ヨーゼフ（1907年 - 1991年） - 1932年ルドミラ・フォン・ロプコヴィッツ侯女と結婚
- カール・エマヌエル・ヨハネス・ガブリエル・マリア・ヨーゼフ（英語版）（1908年 - 1987年）
- ヨハネス（‛‛ハンス‛‛）・フランツ・デ・パウラ・ガブリエル・イルデフォンス・フェリックス・クレメンス・マリア・ヨーゼフ（ドイツ語版）（1910年 - 1975年） - 1936年カロリーネ・フォン・レデブール＝ヴィヒェルン伯爵令嬢と結婚
- コンスタンティン・フランツ・ニコラウス・カール・ハインリヒ・ダゴベルト・アントン・フォン・パドゥア・イルデフォンス・マリア（ドイツ語版）（1911年 - 2001年） -1941年エリーザベト・フォン・ロイツェンドルフと結婚、1977年イロナ・エステルハージ・デ・ガランタ伯爵令嬢と結婚

## 引用・脚注
1. ↑  Liechtensteinisches Landesarchiv (10 May 2024). "Liechtenstein [-Andrassy] Maria Gabriele (Marizza) von, Prinzessin" (ドイツ語). 2024年5月10日閲覧。
2. ↑  "Pesti Hírlap, 1906. május (28. évfolyam, 134-149. szám) | Arcanum Újságok" (ハンガリー語). 2024年5月10日閲覧。
3. 1 2  "Pesti Hírlap, 1906. szeptember (28. évfolyam, 240-254. szám) | Arcanum Újságok" (ハンガリー語). 2024年5月10日閲覧。
4. ↑  "Székely Nemzet, 1906 (24. évfolyam, 1-84. szám) | Arcanum Újságok" (ハンガリー語). 2024年5月10日閲覧。
5. ↑  "Film Színház Irodalom, 1943. január-június (6. évfolyam, 1-26. szám) | Arcanum Újságok" (ハンガリー語). 2024年5月10日閲覧。
6. ↑  "Vadászat és Állatvilág, 1909 (9. évfolyam, 1-24. szám) | Arcanum Újságok" (ハンガリー語). 2024年5月10日閲覧。
7. ↑  "Magyarország, 1911. január (18. évfolyam, 1-26. szám) | Arcanum Újságok" (ハンガリー語). 2024年5月10日閲覧。
8. ↑  "Budapesti Hírlap, 1911. május (31. évfolyam, 103-127. szám) | Arcanum Újságok" (ハンガリー語). 2024年5月10日閲覧。
9. ↑  "Felsőmagyarország, 1913. január-március (29. évfolyam, 1-74. szám) | Arcanum Újságok" (ハンガリー語). 2024年5月10日閲覧。
10. ↑  "Délmagyarország, 1914. január (3. évfolyam, 1-26. szám) | Arcanum Újságok" (ハンガリー語). 2024年5月10日閲覧。
11. ↑  Hans Sokol: Johannes von Liechtenstein. Aus dem Leben eines k. u. k. Seeoffiziers. Karolinger, Wien 2013, ISBN 978-3-85418-155-2.
12. 1 2 3  Dr. Arnulf Grübler. "Marizza von Liechtenstein 1923" (ドイツ語). 2024年5月17日閲覧。
13. ↑  "Színházi Élet, 1930. július 13–19. (20. évfolyam, 29. szám) | Arcanum Újságok" (ハンガリー語). 2024年5月10日閲覧。
14. ↑  Wiener Salonblatt vom 28. Juni 1919 und 7. September 1934.
15. ↑  "A budapesti egységes hálózat (Budapest és környéke) betürendes távbeszélő névsora 1940. szeptember (Budapest) | Arcanum Újságok" (ハンガリー語). 2024年5月10日閲覧。
16. ↑  "Somogyi Ujság, 1940. augusztus (22. évfolyam, 174-198. szám) | Arcanum Újságok" (ハンガリー語). 2024年5月10日閲覧。
17. ↑  "Esti Kurir, 1935. március (13. évfolyam, 51-74. szám) | Arcanum Újságok" (ハンガリー語). 2024年5月10日閲覧。
18. ↑  "Pesti Hírlap, 1937. október (59. évfolyam, 223-248. szám) | Arcanum Újságok" (ハンガリー語). 2024年5月10日閲覧。
19. ↑  Hof- und Staatshandbuch der Österreichisch-Ungarischen Monarchie für das Jahr 1908. k.k. Hof- und Staatsdruckerei, Wien 1908.